# Raïon d'Yakchour-Bodya
Le raïon d'Yakchour-Bodya (russe : Гра́ховский райо́н; oudmourte : Грах ёрос, Grah joros) est un raïon de la République d'Oudmourtie en Russie,.

## Présentation
La superficie du raïon d'Yakchour-Bodya est de 1 778,4 km2.
Le raïon d'Yakchour-Bodya est situé dans la partie centrale de l'Oudmourtie. 
Il borde le raïon d'Igra au nord, le raïon de Charkan et le raïon de Votkinsk à l'est, le raïon de Zavyalovo au sud ainsi que le raïon d'Ouva et le raïon de Selty à l'ouest. 
Environ 60% de la superficie est boisée. Les rivières les plus importantes sont Iž et Votka. Les minéraux comprennent le pétrole, la tourbe, le manganèse, l'argile, la chaux et le sable.
Le raïon comprend 12 communes rurales : Bolchije Ochvortsy, Jakšur, Yakchour-Bodya, Kekoran, Lynga, Mukchi, Puchkari, Selytchka, Staryje Zjattsy, Chernuchka, Coire et Varavai. Le centre administratif est le village d'Yakchour-Bodya.
Environ 61,2 % des habitants sont des Oudmourtes, 34,8 % des Russes et 1,6 % des Tatars. 
Le pétrole, la tourbe, le bois et les matériaux de construction sont produits dans le raion. 
L'agriculture est axée sur la production de lait et de viande et sur la culture de céréales, de pommes de terre et de légumes.
Le journal local est Rassvet et son supplément oudmourte Ošmes.
Le chemin de fer entre Ijevsk et Pibanchur traverse le raïon, ainsi que la route menant d'Ijevsk à Glazov, d'où partent les routes vers Charkan et Votkinsk à Yakchour-Bodya,.

## Démographie
La population du raïon d'Yakchour-Bodya a évolué comme suit:
| 1959   | 1970   | 1979   | 1989   | 2002   |
| ------ | ------ | ------ | ------ | ------ |
| 25 557 | 25 467 | 22 530 | 22 964 | 22 599 |

| 2009   | 2015   | 2019   | 2021   | - |
| ------ | ------ | ------ | ------ | - |
| 22 802 | 21 514 | 20 786 | 19 719 | - |

## Galerie

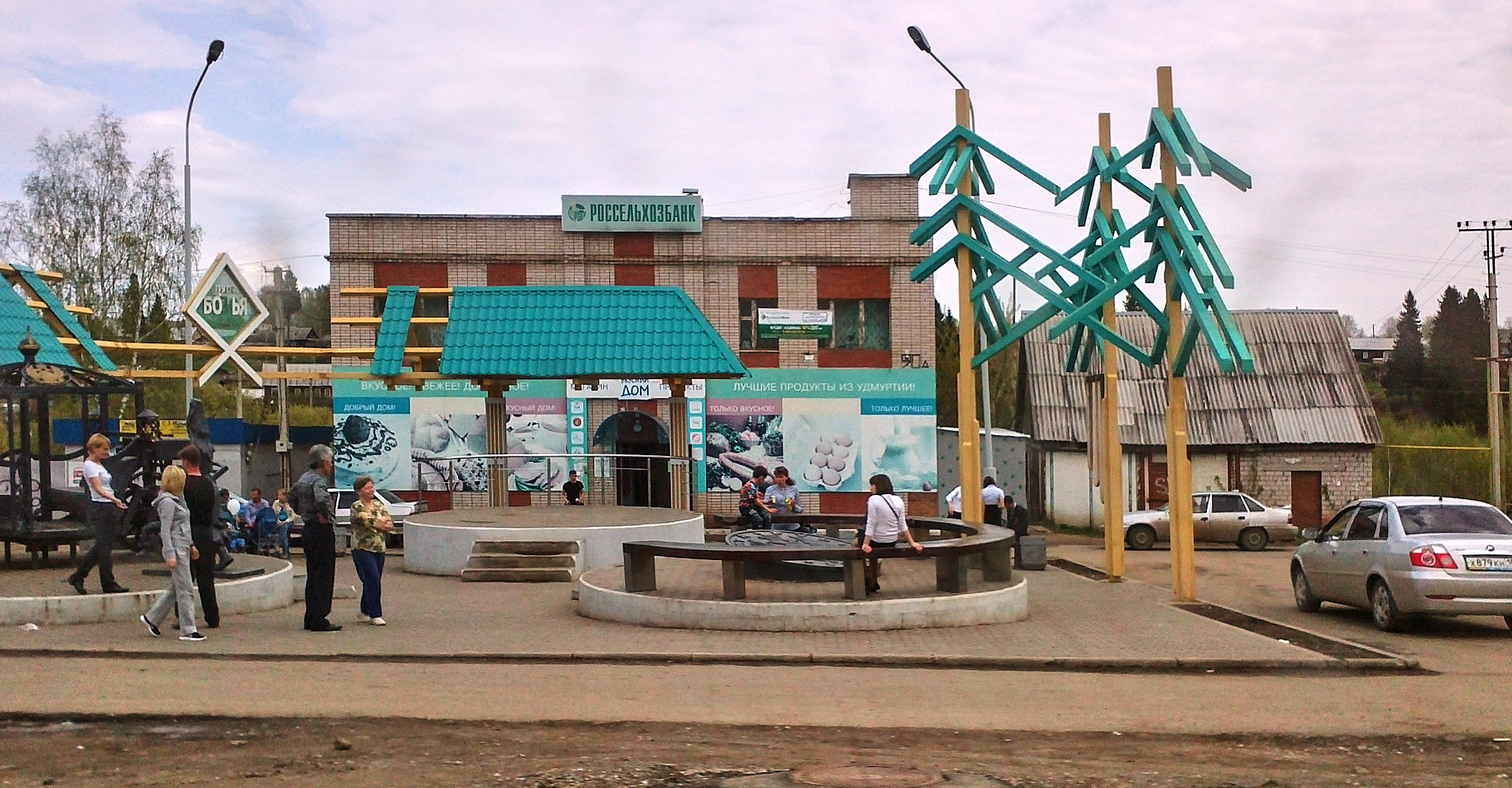
Place centrale du village d'Yakchour-Bodya.
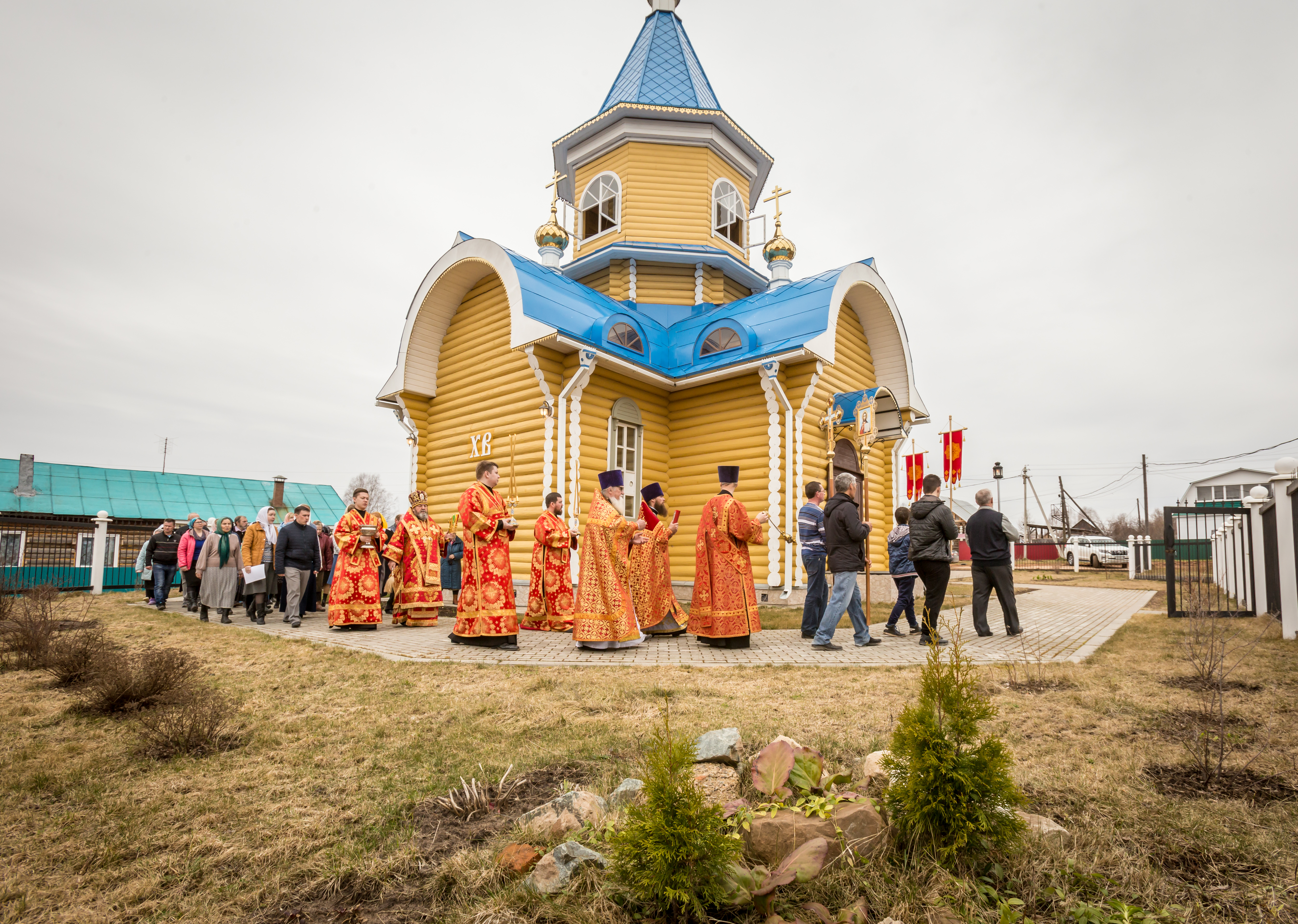
Église de Novya Thernouchka.